# Bodelschwingh (Adelsgeschlecht)

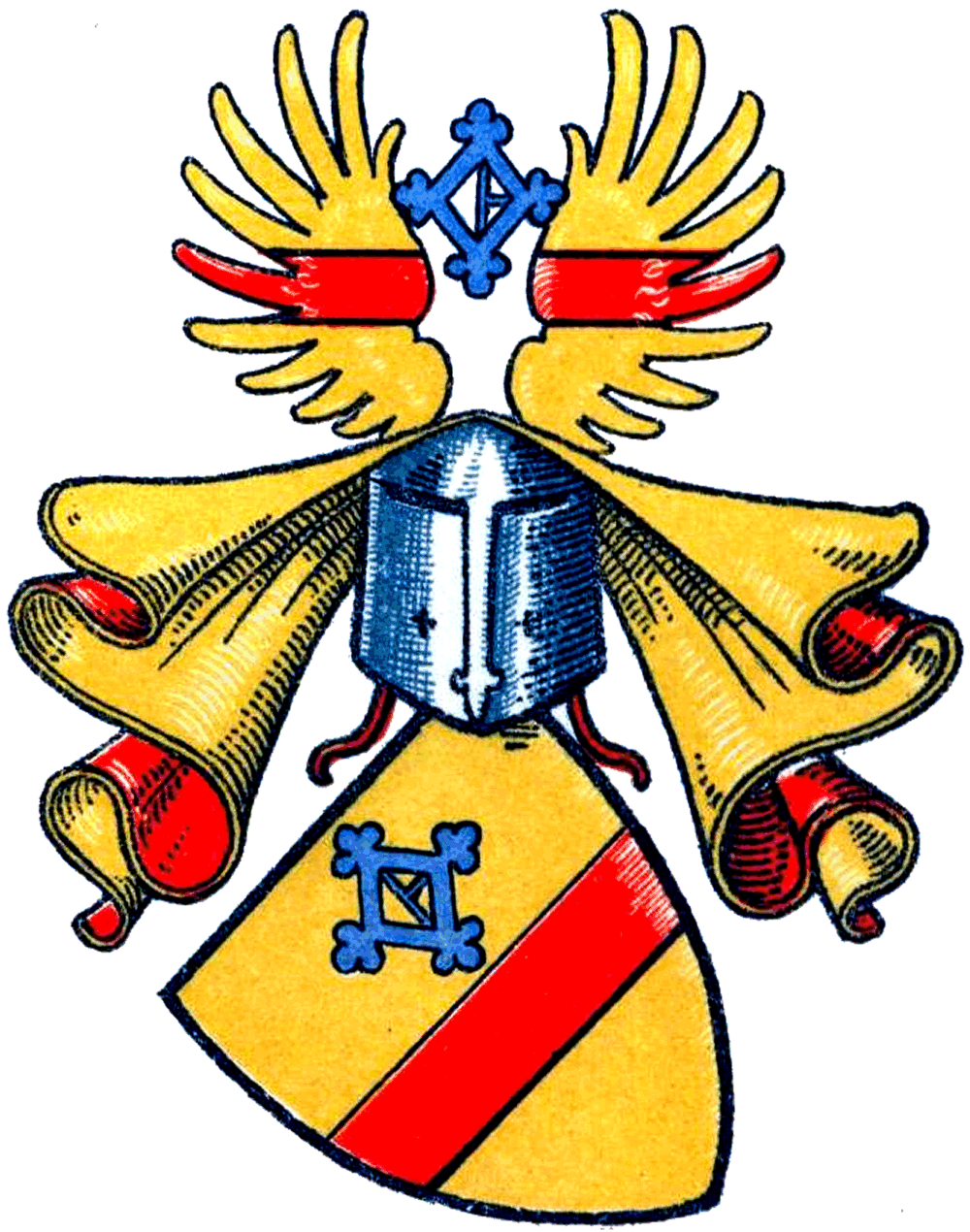
Stammwappen derer von Bodelschwingh

Bodelschwingh (auch Bodelschwing, Bodelswing oder Bolschwing) ist der Name eines alten rheinisch-westfälischen Adelsgeschlechts. Die Herren von Bodelschwingh gehören zum Uradel der Grafschaft Mark. Zweige der Familie bestehen bis heute.

## Geschichte

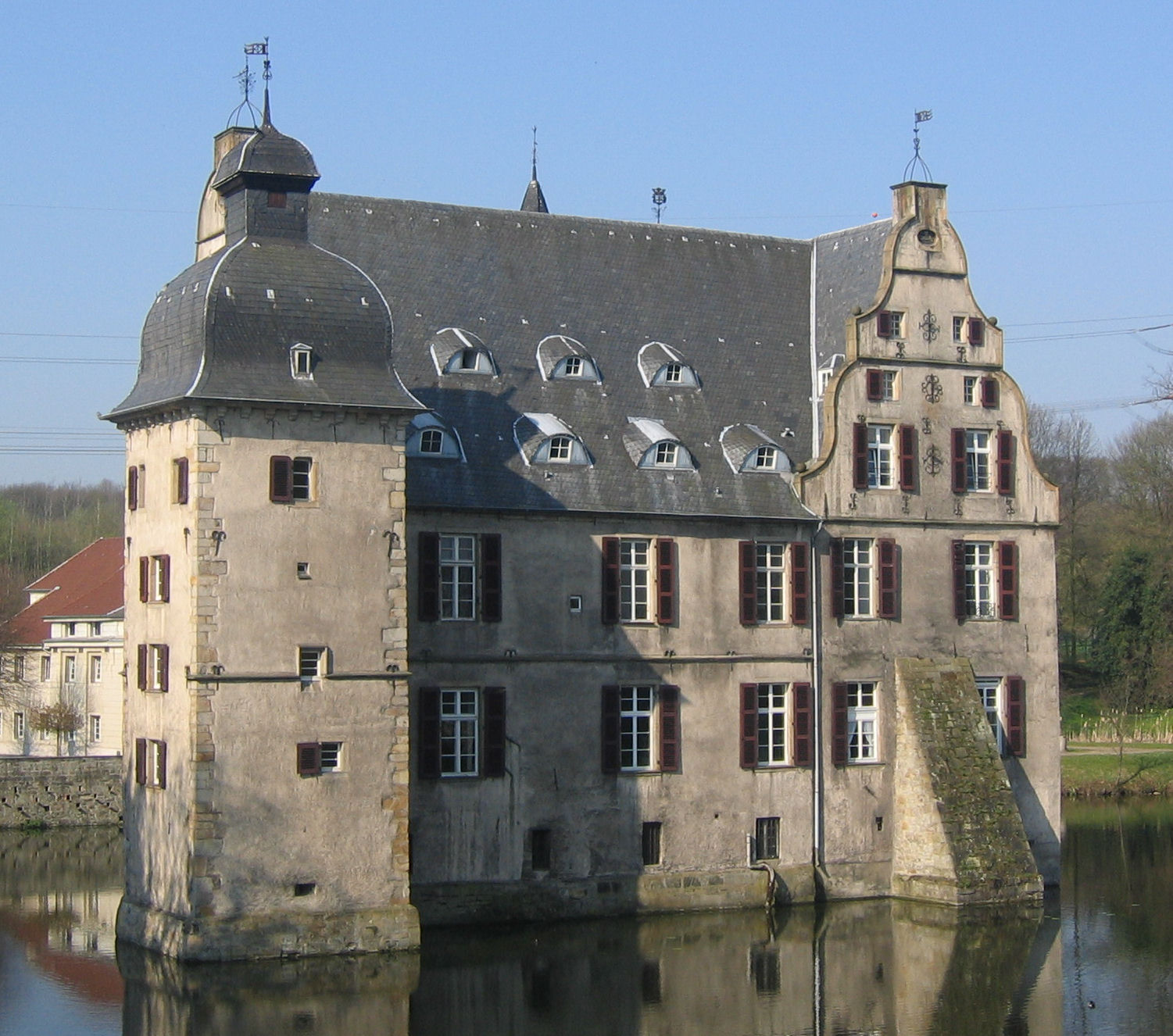
Haus Bodelschwingh, ursprünglicher Stammsitz der Familie

### Herkunft
Ursprünglich nannte sich die Familie Speke (auch Specke) und war vermutlich edelfreier Abstammung. Seit Ende des 13. Jahrhunderts erscheinen Mitglieder der Familie in der Beamtenschaft der Grafen von Mark als Richter und Droste.
Als erster Angehöriger wird im Jahre 1298 der Ritter (miles) Giselbert Speke in Urkunden genannt. Er war Richter in Bochum und starb vor 1327. Sein Sohn Ernestus dictus Speke de Bodelswinge erscheint 1318 urkundlich und 1320 als Ernestus de Bodelschewinge. Sein Bruder Gerlach ist der Stammvater des Geschlechts Westhusen.
Der Ort Bodelschwingh mit dem namensgebenden Stammsitz Haus Bodelschwingh ist heute ein Dortmunder Stadtteil und gehört zum Stadtbezirk Mengede.

### Ausbreitung und Besitzungen
Mitglieder der Familie wurden Erbvögte des reichsunmittelbaren Hofes Frohnde, Richter der in der Grafschaft Dortmund lebenden Hofleute von Frohnde, Holzrichter zu Huckarde im Wald Meinelo und Schultheisse des Lehnshofes und Hofgerichts zu Marten der Abtei Werden. Noch im 14. und 15. Jahrhundert erschienen die Bodelschwingh und Westhusen als Stuhlherren des Freigerichts zu Bodelschwing bei Dortmund. Sie erhielten das Erbtürhüteramt im Erzstift Trier und führten, zum Teil, den Freiherrentitel gewohnheitsrechtlich. Gisbert, Herr zu Bodelschwing, wurde als ältester des Stammes 1537 mit dem ganzen Gericht Mengede belehnt.
Ab dem 15. Jahrhundert gehörten die Bodelschwingh zu den mächtigsten Geschlechtern in Mittelwestfalen. Sie waren in Westfalen und im Rheinland reich begütert und gelangten in der Folgezeit bis nach Livland. Die Herren von Bodelschwingh erhielten von den Grafen von Mark und den Herzögen von Kleve hohe Staats- und Hofämter und besaßen großen Einfluss in der westfälischen Ritterschaft. Noch im 18. und 19. Jahrhundert waren Haus Bamenohl, Gut Binkhoff, Burg Geretzhoven, Haus Heeren, Haus Heyde, Rodenberg, Schloss Sandfort, Schörlingen und Gut Velmede im Besitz bzw. Teilbesitz der Familie.
In der zweiten Hälfte des 15. Jahrhunderts bildeten sich zwei größere Linien. Die ältere auf Bodelschwing erlosch im 18. Jahrhundert und wurde von den Plettenberg beerbt: Die Erbtochter Anna Luisa Freiin von Bodelschwingh auf Bodelschwingh heiratete 1788 den Freiherrn Karl Wilhelm Georg von Plettenberg (1765–1850), der mit preußischer Genehmigung seinem Namen den derer von Bodelschwingh voranstellte und sein Wappen entsprechend ergänzte. Er begründete die dem Plettenberg’schen Mannesstamm zugehörende Linie der Freiherren von Bodelschwingh-Plettenberg, die 1888 in den preußischen Primogenitur-Grafenstand erhoben wurde und Haus Bodelschwingh 1907 an die Freiherren zu Innhausen und Knyphausen vererbte, die es bis heute besitzen.
Die jüngere Bodelschwingh-Linie auf Mengede starb bereits im 17. Jahrhundert aus. Aus der älteren hatten sich die Äste auf Haus Ickern (erloschen im 18. Jahrhundert) und auf Haus Velmede bei Weddinghofen abgespalten. Das Gut Velmede gelangte um 1633 durch Heirat des Rainer von Bodelschwingh mit Anna Felicitas von Oeynhausen zu Grevenburg, die es von ihrer Mutter Metta von der Hegge geerbt hatte, in den Besitz der Bodelschwingh. 1636 ging Velmede durch Heirat an den Zweig zu Ickern, Brockhausen und Loburg über.
Franz Christoph (1754–1827) heiratete 1785 Friderike Freiin von Plettenberg, Erbin von Haus Heyde, Gut Binkhoff, Haus Bögge und Burg Nordhof. 1786 erwarb er das nahe gelegene Gut Töddinghausen. Ihr ältester Sohn, Carl von Bodelschwingh (1800–1873), Oberpräsident der Provinz Westfalen und preußischer Finanzminister, begründete die Linie Bodelschwingh zu Heyde, der zweite Sohn, Ernst von Bodelschwingh der Ältere (1794–1854), Landrat zu Tecklenburg, Oberpräsident der Rheinprovinz und preußischer Finanz- und Innenminister, Herr zu Velmede und Töddinghausen, heiratete Charlotte von Diest. Der Ehe entstammten sieben Kinder, darunter als fünfter Sohn der spätere Pastor Friedrich von Bodelschwingh der Ältere (1831–1910). Er war Begründer und Leiter der Von Bodelschwinghschen Stiftungen Bethel und preußischer Landtagsabgeordneter. Sein Bruder Franz von Bodelschwingh (1827–1890) erbte Velmede und wurde 1872 kaiserlicher Oberforstmeister der Forstdirektion der Reichslande Elsass-Lothringen in Kolmar. Er hatte 13 Kinder, von denen der dritte Sohn Franz von Bodelschwingh (1862–1933) Velmede und Töddinghausen erbte; 1896 erwarb er auch die Burg Schwarzenhasel samt Forstgut in Hessen. Er setzte zum Erben seinen Neffen und Adoptivsohn Ernst von Bodelschwingh (1906–1993) ein, einen Sohn des Pastors Wilhelm von Bodelschwingh (1869–1921). Diesem folgte auf Velmede sein Sohn Friedrich-Wilhelm von Bodelschwingh (* 1935), auf Töddinghausen der zweite Sohn Gisbert (* 1937). Reinhard von Bodelschwingh übernahm Schwarzenhasel.
Die livländische Linie, die sich auch von Bolschwing nannte, begründete im 17. Jahrhundert einen ostpreußischen Ast.

### Standeserhebungen
Udo von Bodelschwingh (1840–1921), preußischer Kammerherr, Zeremonienmeister und Oberst, erhielt für seine Person am 8. Oktober 1883 zu Baden-Baden eine preußische Genehmigung zur Fortführung des Freiherrentitels durch Allerhöchste Kabinettsorder.
Bereits am 20. Juli 1634 wurde Heinrich Wilhelm Bolschwing bei der ersten Klasse der Kurländischen Ritterschaft immatrikuliert. Am 3. April (15. April) 1862 erfolgte eine russische Anerkennung zur Führung des Barontitels durch Senatsukas. Eine österreichische Anerkennung zur Führung des Freiherrentitels erfolgte am 7. Dezember 1896 zu Wien für Otto Baron von Bolschwing, Besitzer zu Ruth in der Untersteiermark.

## Wappen
Das Stammwappen zeigt in Gold einen roten Balken, im oberen Feld eine rautenförmige blaue Spange (Fürspan). Auf dem Helm die blaue Spange zwischen einem offenen, mit dem roten Balken belegten, goldenen Flug. Die Helmdecken sind rot-golden.

## Bekannte Familienmitglieder
- Adolf von Bodelschwingh († 1541), Domherr in Münster
- Joachim von Bodelschwingh († 1566), Domherr in Münster
- Hermann von Bodelschwingh († 1561), Domherr in Münster
- Jobst von Bodelschwingh (1570–1626), Domherr in Münster

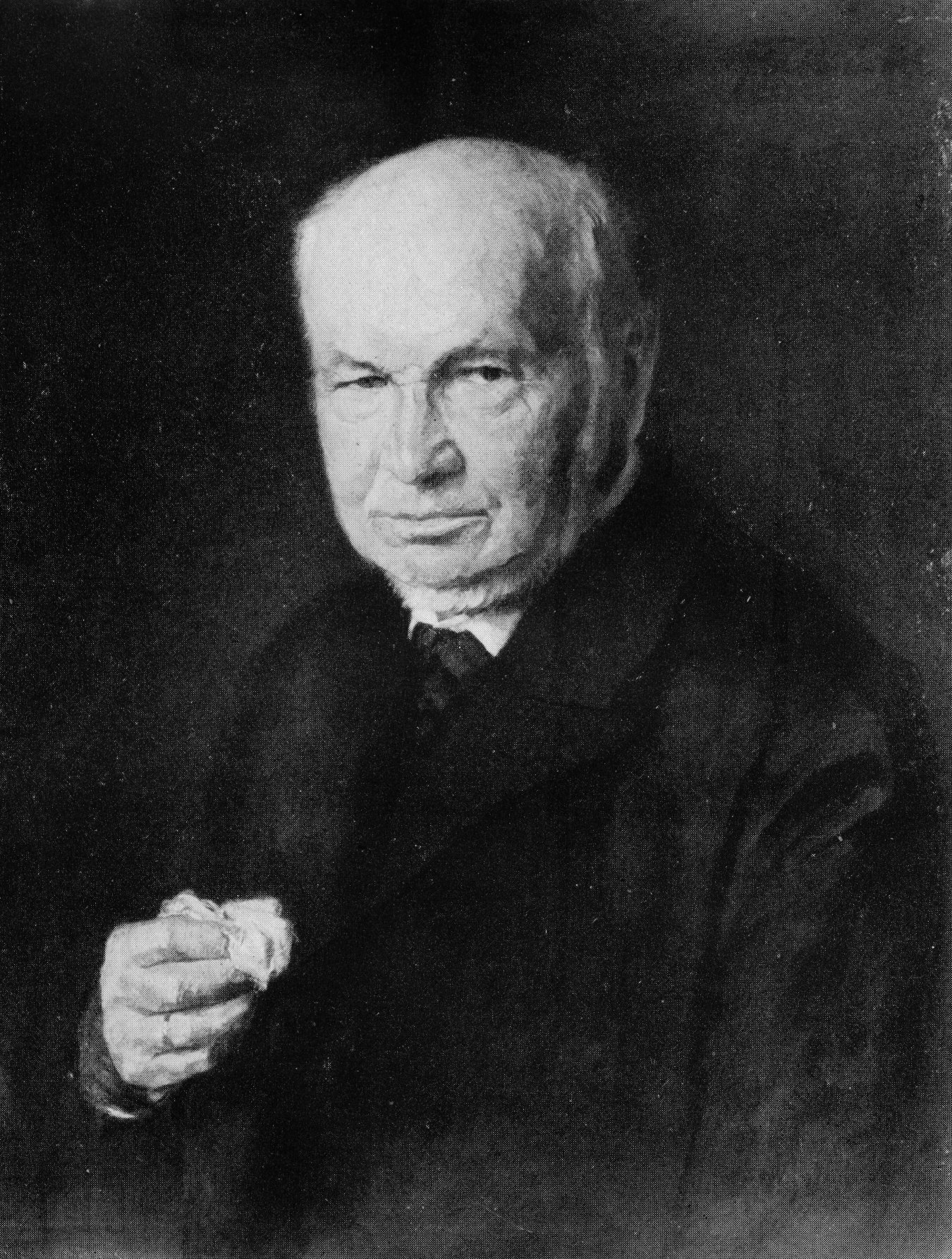
Friedrich von Bodelschwingh der Ältere (1831–1910)

- Friederike von Bodelschwingh (1768–1850), westfälische Gutsbesitzerin
- Gisbert von Bodelschwingh-Plettenberg (1790–1866), westfälischer Gutsbesitzer und Politiker
- Ernst von Bodelschwingh der Ältere (1794–1854), preußischer Finanz- und Innenminister
- Carl von Bodelschwingh (1800–1873), preußischer Finanzminister
- Ludwig von Bodelschwingh (1811–1879), Oberpräsident der Provinz Hessen-Nassau
- Carl von Bodelschwingh-Plettenberg (1821–1907), Landmarschall und Mitglied des preußischen Herrenhaus
- Franz von Bodelschwingh (1827–1890), preußischer Landrat und Rittergutsbesitzer
- Ernst von Bodelschwingh (Landrat) (1830–1881), preußischer Offizier und Landrat des Kreises Hamm
- Friedrich von Bodelschwingh der Ältere (1831–1910), deutscher evangelischer Pastor und Theologe – verheiratet mit Ida von Bodelschwingh
- Ida von Bodelschwingh (1835–1894), Ehefrau Friedrichs von Bodelschwingh d. Ä.
- Udo von Bodelschwingh (1840–1921), preußischer Kammerherr und Zeremonienmeister
- Heinrich von Bodelschwingh (1863–1933), preußischer Generalmajor
- Luise von Bodelschwingh (1868–1956), Ehefrau von Wilhelm von Bodelschwingh, arbeitete in den Bodelschwinghschen Stiftungen Bethel
- Wilhelm von Bodelschwingh (1869–1921), deutscher evangelischer Pfarrer
- Gustav von Bodelschwingh (1872–1944), deutscher evangelischer Pfarrer und Missionar
- Frieda von Bodelschwingh (1874–1958), Tochter von Friedrich von Bodelschwingh, arbeitete in den von Bodelschwinghschen Stiftungen Bethel
- Friedrich von Bodelschwingh der Jüngere (1877–1946), deutscher evangelischer Theologe
- Friedrich von Bodelschwingh (1902–1977), deutscher evangelischer Theologe
- Ernst von Bodelschwingh (1906–1993), deutscher Politiker (CDU) und Mitglied des Bundestages
- Otto von Bolschwing (1909–1982), SS-Hauptsturmführer und CIA-Agent